# Sergueï Vassilkovski
Sergueï Ivanovitch Vassilkovski (en ukrainien : Сергій Іванович Васильківський), (en russe : Сергей Иванович Васильковский) est un peintre ukrainien né le 19 octobre 1854 à Izioum (gouvernement de Kharkov) et mort le 7 octobre 1917 à Kharkiv en Ukraine.

## Biographie

### Origines et formation
Né en Ukraine slobodienne[réf. nécessaire] dans une famille d’origine cosaque. Son père greffier, dessinateur talentueux, lui aurait enseigné la calligraphie et sa mère, imprégnée de la culture traditionnelle de leur région, lui chantait et apprenait les chants populaires. Sergueï Vassilkovski était tout orienté pour perpétuer son héritage culturel.

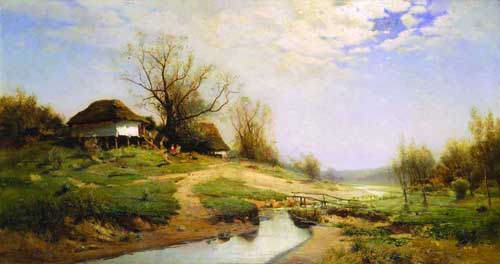
Printemps en Petite-Russie, 1883.

À sept ans, en 1861, sa famille déménagea et partit s'installer à Kharkiv qui était à l'époque un important centre culturel du gouvernement de Kharkiv. Ils habitèrent le district Moskalyovka où le parler n'était pas majoritairement le russe mais la langue vernaculaire. De chez lui, il parcourait environ trois kilomètres à pied pour aller à l'école (gymnase) où il commença à cultiver ses talents artistiques stimulés par les leçons de Dmitro Bezpertchi, professeur d'arts plastiques, ancien serf, ami de Taras Chevtchenko et ancien élève de Karl Brioullov qui était professeur à l'Académie russe des beaux-arts à Saint-Pétersbourg. Le jeune garçon ne s'intéressait pas seulement au dessin et à la peinture mais jouait aussi de la Bandoura et du pipeau (ou de la cornemuse ?) et chantait, car, de plus, il avait une belle voix. Il bénéficia aussi de la bibliothèque du poète, traducteur, dramaturge et auteur d'opérettes, Vladimir Alexandrov, un cousin à sa mère, où il découvrit, malgré les interdits de toutes sortes et la censure tsariste, Tarass Boulba, le Décaméron, l'Énéide, le Kobzar, les œuvres de Tarass Chevtchenko, d'Ivan Kotlyarevsky.
Au bout de cinq ans, en 1873, il obtint son diplôme de fin d'études secondaires et sur l'insistance de son père qui pensait surtout à lui garantir un avenir stable et sûr, il entra à l'institut vétérinaire. L'argent manquant pour continuer ces études et comme il rêvait de devenir artiste, il n'y resta qu'un an. Mais il n'avait pas non plus assez de fonds pour se rendre à Saint-Pétersbourg alors il partit travailler à Kiev et à Kharkiv où il occupa un emploi de fonctionnaire. C'est aussi à cette époque qu'avec Dmitro Bezpertchi et Petro Levchenko, il peignit l'iconostase de l'église en pierre de Yaruga.
En 1876, il entra à l'Académie russe des beaux-arts à Saint-Pétersbourg où il resta jusqu'en 1885. Comme tous les étudiants d'arts plastiques au XIXe siècle, il passa, avec succès, par la reproduction de têtes en plâtre pendant six mois, puis par l'Académie (dessin) qui lui valut en mai 1879, une médaille académique d'argent, sa première. À partir de la même année il suivit les cours de la classe de paysage sous la responsabilité de Mikhail Constantinovitch Clodt et de Vladimir Donatovitch Orlovski. Malgré des conditions de vie très difficiles il put « tenir ». Par manque d'argent il logea dans une mansarde froide et mal meublée d'un bâtiment universitaire tout comme d'autres étudiants ukrainiens, Porfiri Denisovitch Martinovitch, Opanas Georgievitch Slastion, Yan Tsiohlinski. Pour joindre « les deux bouts », il fit des « petits boulots » : retouches de Daguerréotypes, copies d'œuvres d'Ivan Aïvazovski, d'Andreas Achenbach, reproductions de tableaux champêtres à la mode. Ceci ne manquait pas d'intérêt pour lui : en plus de l'aide matérielle vitale, ce travail lui permettait de développer ses compétences techniques car la reproduction exige, entre autres, l'analyse de l'œuvre copiée et permet de découvrir les procédés utilisés. Cette influence se ressent dans certaines de ses peintures postérieures ; par exemple couchers de soleil, villages sous la neige, d'autres tableaux très colorés. Pendant les vacances universitaires, en 1883, par exemple, il se rendit à Kharkov et à Poltava où il continua à travailler et à préparer les esquisses des tableaux qu'il terminait à l'atelier lorsqu'il revenait à Saint-Pétersbourg. Il y fixa les impressions qu'il avait retenues lors de son séjour au pays natal.
Le paysage devint d'ailleurs son genre favori et c'est dans ce domaine qu'il créa le meilleur de son œuvre couronnée par cinq médailles d'argent d'importances diverses, une médaille d'or de second degré et la grande médaille d'or de l'Académie avec le titre d'« Artiste de classe du premier degré » pour « excellente connaissance de la peinture ». On sait grâce au catalogue que l'exposition d'art académique de 1885 présenta trois de ses œuvres : des vues pittoresques de la nature ukrainienne dont Printemps en Petite Russie, Été, L'aube. Ces tableaux ont disparu mais on les connaît un peu par des copies et les commentaires élogieux des critiques d'art de l'époque. Ces succès lui permirent d'obtenir une bourse augmentée par une aide de l'Ukraine pour voyager à travers l'Europe pendant quatre ans et améliorer ses compétences.

### Voyage en Europe
Ainsi il se rendit en Allemagne, en Italie, en Angleterre, en Espagne, en Algérie, en Égypte, en France, à Paris à la fin du mois d'avril 1986. Là, comme dans les autres pays, il visita les plus grands et les plus célèbres musées où il étudia les œuvres. Il peignit aussi ; en France : Chasse aux tétras en Normandie, Manoir breton typique, Vue sur les Pyrénées, Matin à Besançon et encore en France ou en Espagne, Après la pluie, Quartier à Saint-Sébastien (Espagne), Récolte des pommes à cidre, Soirée d'hiver dans les Pyrénées. Il se rendit au salon de Paris de 1886 où il était connu surtout par les membres du jury pour trois de ses œuvres. Près de cinquante de ses tableaux qui ne figuraient pas au catalogue furent présentés hors concours et suscitèrent de nombreux éloges de la communauté artistique qui y reconnut l'influence de l'École de Barbizon que Vassilkovski admirait beaucoup. Il obtint le droit d'exposer au salon tout ce qu'il avait emmené ce qui était très flatteur et très rare pour un jeune artiste ukrainien. Un autre ukrainien, Ivan Pokhitonov y avait bien été autorisé mais il faisait partie des Ambulants dans tous les sens du terme car il déménagea plusieurs fois pour habiter dans plusieurs pays d'Europe et ne semblait pas spécialement attaché à son pays natal.

### Retour à Kharkov
Ce n'était pas le caractère de Sergueï Vasilkovski qui rentra en 1888, à Kharkiv. Là, il apprit que Sonia Bezpertchi, la fille de son professeur, qui attendait son retour, était décédée. Il prit son carnet de croquis et partit au hasard dans Kharkiv et dans les environs sans arriver à produire quoi que ce soit. Il mit huit années pour s'éprendre d'une autre femme, Tatiana Timofeïeva, une ancienne novice du monastère de Kuryazski près de Kharkiv. Installé et attaché à sa région, il la parcourut dans tous les sens et témoin de son temps il peignit la steppe, les forêts, les prés, les chemins, les routes, les champs, les rivières, les étangs, les villages, les rues, les églises, les chaumières (khatas), les scènes de genre, les troupeaux, les cosaques comme en témoigne l'importante liste de titres d'œuvres ci-dessous pourtant bien incomplète et parfois sujette à caution. En outre il participa à l'animation des cercles artistiques ukrainiens et dirigea la société d'art et d'architecture entouré d'amis dont le professeur et historien Dmitro Yavornitski, l'artiste Nikolaï Samokish, le virtuose et l'écrivain Hnat Martynovifch Khotkevytch. En 1890, il avait été pressenti pour recevoir le titre d'académicien mais on lui reprocha son esprit plébéien et de trop s'intéresser aux haïdamaks donc il ne fut pas retenu ; il coupa les ponts avec cette administration.
Sa première exposition personnelle de cent vingt œuvres à Kharkov eut lieu en 1900 et la même année fut édité par A. Marx, une maison d'édition à Saint-Pétersbourg, un grand album sur l'histoire de l'Ukraine où il réalisa vingt-sept portraits documentaires de citadins, de paysans, de cosaques et de scènes de genre, ces dernières étant réalisées par Nikolaï Samokish pour illustrer un texte de Dmitro Yavornitski.
Le 23 juillet 1903, un grand jury, malgré la circulaire de Piotr Valouïev, approuva la construction d'un bâtiment administratif pour le zemstvo à Poltava. L'architecture en fut confiée à Vassili Krichevski et la décoration à Vassilkovski. Pour trois compositions exigées, il en fit quatre de dix mètres peintes sur des toiles qui étaient destinées à être insérées dans des niches ornées de frises de style folklorique ukrainien sur les « tympans » de la salle où se tenait l'assemblée. Ces vastes compositions, Choumaks sur la route de Romodan, L'élection par les cosaques de Poltava et des environs de Martin Pouchkar au grade de colonel, Combat entre cosaque Holota et Tatar ont disparurent avec le bâtiment lors de la Grande guerre patriotique.

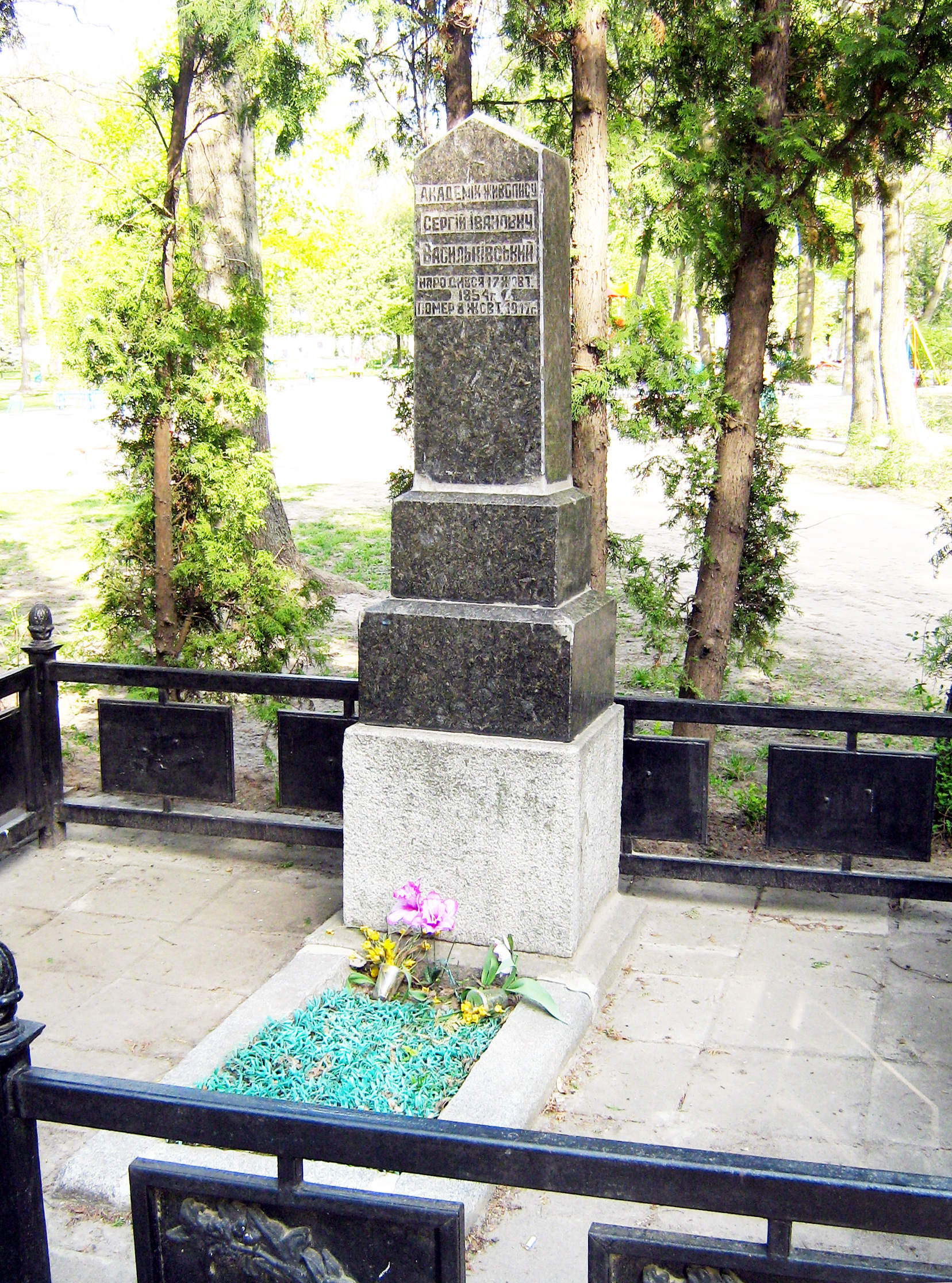
Tombe de Sergueï Vassilkovski à Kharkov

Avant de mourir, sur les trois mille œuvres, environ, qu'il avait réalisées, il en légua au musée artistique industriel de Kharkiv, nommé musée slobod en Ukraine, mille trois cent quarante avec une grosse somme d'argent. Pendant la seconde guerre mondiale beaucoup disparurent et il n'en reste que cinq cents environ, conservées au musée des beaux arts de Kharkiv qui possède ainsi la plus importante collection de ses travaux.
En 1912, il publia avec Nikolaï Samokish un album de motifs ornementaux folkloriques ukrainiens qu'il illustra de plus de cent modèles.
Sa tombe se trouve dans Le Parc de la jeunesse à Kharkiv.

## Œuvres
Quelques titres parmi une production d'environ 3 000 œuvres, souvent de petites dimensions, donnent une idée des thèmes traités.
Un nombre important d’œuvres appartiennent à des collectionneurs privés et changent de lieux et de propriétaires au gré des ventes aux enchères. On peut en connaître certaines grâce aux sites des galeries en ligne mais, quelles que soient les sources, les traductions et les renseignements (dates, supports, dimensions, lieux d'exposition) ne sont pas toujours concordants.
Certains titres cités ci-dessous ne sont connus que par les reproductions que l'on trouve dans des livres car les originaux ont été détruits pendant la seconde guerre mondiale.
- 1880 : Guelendjik, huile sur bois, 23,5 X 36,5 cm, collection privée
- 1880 : À l'entrée du village, huile sur bois, 23,7 X 35,5 cm
- 1880 : Voile, huile sur bois
- 1880 : Zhouravlevka, huile sur toile marouflée sur carton, 25,5 X 46,5 cm, musée des beaux-arts de Lebedenskï
- 1880-1890 : Rue de village, huile sur toile, musée-réserve d'histoire, d'architecture et d'art de Rybinsk
- 1880-1890 : Cour de khata cosaque, huile sur toile, Musée d'art de Nicolas, W. Verechtchaguine
- 1882 : Base cosaque en montagne dans la région de Koropovo, huile sur toile, 60 X 42 cm, musée des beaux arts de Kharkov
- 1882 : Journée d'été, huile sur toile, 71,5 X 13,5 cm, musée des beaux arts de Soumi
- 1883 : Printemps en Ukraine, huile sur toile, 63 x 117 cm, Musée national d'art d'Ukraine à Kiev
- 1883 : journée de printemps en Ukraine, huile sur bois, 23 X 33 cm, musée régional des beaux arts de Stavropol
- 1884 : Troupeau dans la steppe au petit matin, huile sur toile, 62 X 115 cm, musée national d'art d'Ukraine à Kiev
- 1885 : Paysage en été, huile sur toile marouflée sur du carton, 11 X 18,5 cm
- 1885 : Journée de printemps en Ukraine
- 1885 : Après la pluie, huile sur toile, 23,5 X 43 cm
- 1886 : Quartier Helosa en Espagne
- 1886 : Paysage ukrainien, huile sur toile, musée d'état russe, Saint-Pétersbourg
- 1886-1888 : Matin à Besançon en France, huile sur toile, 24 X 36,5 cm, musée des beaux arts de Kharkov
- 1886 : Route de campagne, huile sur panneau
- 1888 : Factionnaires cosaques, huile, 32,5 X 39,5 cm, musée des beaux arts de Kharkov
- 1888 : La chasse aux perdrix
- 1890 : Calme matinal à Poltava, huile sur toile, musée d'état de la littérature (?)
- 1890 : Chasseurs, huile sur bois, 24,5 X 36,5 cm, musée des beaux arts de Kharkov
- 1890 : Quartiers à Ai-Todor en Crimée, huile sur carton, 24 × 36 cm
- 1890 : Chasse au canard dans les environs de Poltava, huile sur bois, 23 × 36 cm, musée des beaux arts de Louhansk appelée naguère Vorochilovgrad
- 1890 : Gardiennage zaporogue sur les terres libres, huile sur toile, 98 X 114 cm, musée national d'art d'Ukraine à Kiev
- 1890 : Choumaks sur la route de Romodan, huile sur toile, 33 X 79 cm
- 1890 : Zaporogue en patrouille, huile sur toile, musée des beaux arts d'Odessa
- 1893 : Banlieue de Poltava, huile sur toile, 18 X 23 cm, musée d'état de la littérature (?)
- 1893 : Prairie cosaque, huile sur toile, 133 X 93 cm, musée des beaux arts de Kharkov
- 1893? : Derkach, huile sur carton, 13 X 24 cm.
- 1894 : Rendez-vous, huile sur bois, 24 × 36 cm
- 1895 : Portrait de la mère
- 1896 : L'inondation du Dniepr, musée national d'art d'Ukraine à Kiev
- 1896 : Bakhtchyssaraï, aquarelle et gouache sur papier
- 1897 : Hiver, huile sur bois, 24 × 36 cm
- 1900 : Maison à Opichnya, huile sur toile fixée sur du carton
- 1900 : Village de Opichnya en hiver
- 1900 : Village au bord de la rivière, huile sur carton, 24 × 36 cm
- 1900 : Au début du printemps, huile sur bois, 24 × 36 cm
- 1900 : Première neige, huile sur carton, 23,5 X 35,5 cm
- 1900 : Matin sur le Donets, huile sur bois, 24 × 30 cm
- 1900 : Type de Cosaque Zaporogue en Ukraine au XVIIe et XVIIIe siècles
- 1900 : une série d'aquarelles représentant des types d'individus rencontrés parmi les cosaques :
  - Colonel d'un régiment cosaque demeurant à l'est de l'Ukraine
  - Cosaque des troupes d'Ivan Mazepa près d'un mortier, aquarelle
  - Clerc cosaque, aquarelle
  - Kobzar aveugle accompagné d'un garçon qui lui sert de guide
  - Cosaque vétéran d'une troupe de zaporogues
  - Type de cosaque zaporogue en deux représentations différentes, aquarelles
  - Vieux cosaque de Transdanubie, aquarelle
  - Cornette, huile sur toile, 32,5 X 24 cm
- 1901 : Crépuscule silencieux, aquarelle sur papier, 42 X 64 cm
- 1902 : Marché à Poltava
- 1902 : Fleurs à Voronets, huile sur bois, 24 × 36 cm
- 1903-1907 : Les trois peintures qui suivent ornaient le bâtiment administratif du Zemstvo à Poltava  
  - Choumaks sur la route de Romodan. Cette toile est beaucoup plus grande que celle qui a été peinte en 1890 
  - Combat entre cosaque Holota et Tatar. (Le musée régional des beaux arts d'Arkhangelsk en possède une huile sur toile de 24 X 18 cm daté de 1892?)
  - L'élection par les cosaques de Poltava et des environs de Martin Pouchkar au grade de colonel
- 1905 : Signaux d'alerte dans la steppe Kazakhe, huile sur toile, musée des beaux arts de Soumi
- 1908 : Cosaque se reposant avec son cheval, huile sur bois
- 1910 : Paysage, huile sur carton, 10 X 23 cm
- 1910 : Trois frères en ballade, huile sur toile, 61 X 97 cm
- 1910 : Coucher de soleil sur l'étang, huile sur bois, 64 X 31 cm
- 1910 : Bœufs au gué, huile sur bois, 24 × 36 cm
- 1910 : Moulins
- 1910 : Près d'un barrage
- 1910-1915 : Motifs ruraux, aquarelle, 21 X 27 cm
- 1910-1915 : Étude de feuilles, aquarelle, 22 X 27 cm
- 1915 : Dans la cour du presbytère
- 1915 : Cosaques dans la steppe

En plus d'environ 500 œuvres qui se trouvent au musée d'art de Kharkov, d'autres se trouvent dans les musées d'Arkhangelsk, de Berdiansk, de Donetsk, d'Iaroslavl, au Musée national d'art d'Ukraine à Kiev, de Kherson, de Krasnodar, de Lebedine, de Louhansk, de Lviv, à la Galerie Tretiakov à Moscou, d'Odessa, de Penza, de Petrozavodsk, de Poltava, de Rybinsk, au Musée Russe à Saint-Pétersbourg, de Sébastopol, de Smolensk, de Soumi, de Stavropol, de Taganrog, de Tallinn, de Tver, de Vladikavkaz et d'autres.
Ci-dessous quelques œuvres non datées dont on a trouvé le lieu d'exposition
- À la chasse, huile sur carton, 27 X 17 cm, musée des beaux arts de Sébastopol
- Chaumières en hiver au Musée national de Lviv
- Banlieue, huile sur toile, 26,5 X 35,5 cm, musée régional des beaux arts de Stavropol
- La chasse, aquarelle sur papier, 47,3 X 54,5 cm, au musée d'art d'Estonie à Tallinn
- Le premier sillon, huile sur toile, musée des beaux arts de Poltava
- Vacances à Kryvorivnya en Galicie orientale, huile sur contreplaqué, 23,6 X 36,3, musée régional des beaux arts de Donetsk

Titres d'œuvres dont les dates n'ont pas été trouvées. Les lieux d'exposition ne sont pas connus car ce sont souvent des galeries ou des collections privées.
- À Poltava en Petite Russie (nom donné à l'Ukraine par l'administration tsariste)
- Attelage de bœufs typique
- Attelage de bœufs typique de la campagne ukrainienne,
- Aux environs de Ai-Todor, huile sur toile
- Barque près de la berge d'une rivière au crépuscule, huile sur carton, 27 × 22 cm
- Capture de bouvreuils, huile sur bois, 24,5 X 36,5 cm
- Chanteurs à Noël
- Chasseurs au repos, huile sur toile, 16,5 X 33 cm. C'est probablement la représentation de l'artiste avec son ami et compagnon Ivan Pokhitonov lors d'une partie de chasse.
- Chaumière à Opichnya, huile sur toile
- Chien de chasse lors d'une chasse au crépuscule
- Cosaque ukrainien fumant sur une barre (banc de sable dans une rivière)
- Coucher de soleil, huile sur bois
- Coucher de soleil à la campagne,huile sur toile, 32 X 58 cm
- Coucher de soleil au village en hiver, huile sur papier collé sur un panneau, 6,5 X 10 cm
- Coucher de soleil en automne
- Crépuscule, 13 X 24,2 cm
- Dans la banlieue de Kiev, huile sur carton, 16,5 X 10,5 cm
- Derkach,
- Église ukrainienne, huile sur bois, 24 X 35,7 cm
- En attendant le bac complété par « avec monastère Svyatogorsk dans le gouvernement de Kharkov sur la rivière Donets »
- En hiver, village au crépuscule, huile sur papier
- En Ukraine
- Étude hivernale, huile sur toile, marouflée sur du carton 14 X 24,5 cm
- Femme ukrainienne, huile sur toile, 61,5 X 47,6 cm, un tableau ovale
- Fête religieuse en Galicie orientale
- Inondation des rives du Dniepr, huile sur carton, 13,5 X 14 cm
- Jour de repos dans un gros village ukrainien
- Journée d'été, huile sur panneau, 12 X 36 cm
- Khata à Opochnya en Ukraine, huile sur toile marouflée sur un panneau, 23,5 X 35,5 cm
- Khata sous le soleil, huile sur toile marouflée sur panneau, 16,5 X 32,5 cm
- Khata ukrainienne sur une colline, huile sur carton, 14 X 24 cm
- Khata vers Krivorivnya
- la rivière Psel dans le gouvernement de Poltava
- La route devant la maison, aquarelle sur papier, 9 × 12 cm
- Le cadeau, huile sur toile
- L'église de Saint Élie près de Tchernigov
- L'église du village de Khodorov dans le gouvernement de Kiev
- Le moulin, huile sur toile,, 68,8 X 54,7 cm
- Le Mont Beshtau dans le Caucase, huile sur toile, 23,5 X 36 cm
- L'enlèvement d'Hélène (mythologie), huile sur toile, 132 X 231 cm. (Étrange ! Ce tableau par son sujet, son histoire, son style et ses dimensions ne paraît pas avoir été peint par Vassilkovski)
- Le psaume, scène typique à Skovorodino en Ukraine
- Les labours à Gubernie-Harkov, Ukraine, huile sur panneau, 24 × 36 cm
- Église rurale russe (Les vêpres)
- Maisons en hiver
- Marais à Dupelinoe, huile sur bois, 23,5 X 36,5 cm
- Matin, huile sur toile
- Moscou 1
- Moscou 2
- Motif villageois, huile sur panneau, 14,6 X 24,5 cm
- Moulin, huile sur toile, 23,8 X 39,5
- Moulin de village, huile sur panneau, 18 X 14 cm
- Moulins, huile sur toile
- Pâturage, huile sur panneau, 10,5 X 17 cm
- Paysage, huile sur toile
- Paysage d'Ukraine en été, huile sur contreplaqué, 39,5 X 51,5 cm
- Paysage avec moulins à vent et télègue tirée par un cheval, huile sur toile, 23,5 X 35,2 cm
- Pêcheurs dans une barque en Ukraine
- Petit village dans la steppe ukrainienne huile sur toile marouflée sur panneau
- Psaumes
- Portrait de l'Hetman Petro Sahaïdatchnyi-Sahaidachni
- Portrait de Vassil Samoïlovitch Zakharchenko de Balakleya, trompette de sa majesté impériale, huile, 34 X 23,8 cm
- Première neige
- Près de la retenue de Kvitka Osnovyanenko, (Kvitka esi un hameau en Ukraine)
- Près du bâtiment communal
- Près d'une maison forestière, crayon et aquarelle sur papier collé sur du carton, 18,5 X 25,5 cm
- Printemps sur les rives du Dniepr, huile sur toile, 22 X 45 cm
- Route, huile sur bois, 23,8 X 36,5 cm
- Route de campagne, crayon et aquarelle rehaussés de blanc, papier collé sur du carton, 15,5 X 11 cm
- Scène de chasse à courre, huile sur toile, 56 X 74 cm
- Scène de rue, huile sur toile
- Scène de rue de village ukrainien, huile sur toile, 56 X 41 cm
- Soirée d'hiver, huile sur carton
- Un petit village dans la steppe ukrainienne, huile sur toile
- Vêpres en Galicie
- Vieux village sous la neige
- Village ukrainien, huile sur toile marouflée sur panneau, 23,8 X 36,5 cm
- Village ukrainien en hiver, huile sur panneau, 23,5 X 36 cm
- Vue d'une église par une journée ensoleillée, huile sur carton, 16 X 11,5 cm

## Iconographie

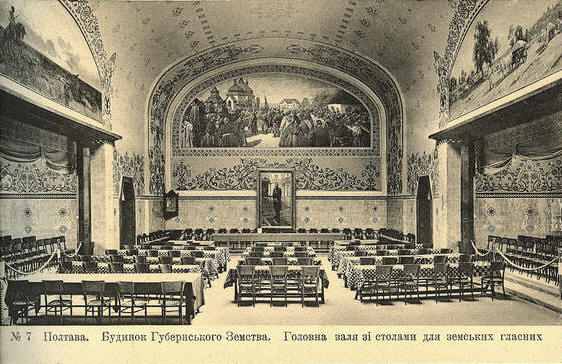
Poltava Zemstvo Building interior
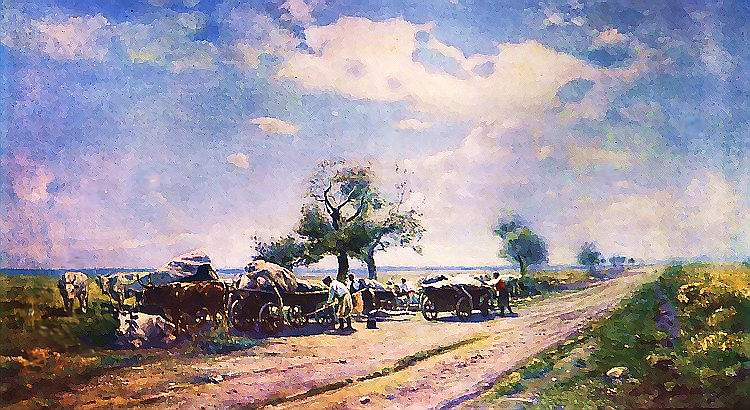
Sergiy Vasylkivskiy- Chumac. Shliakh
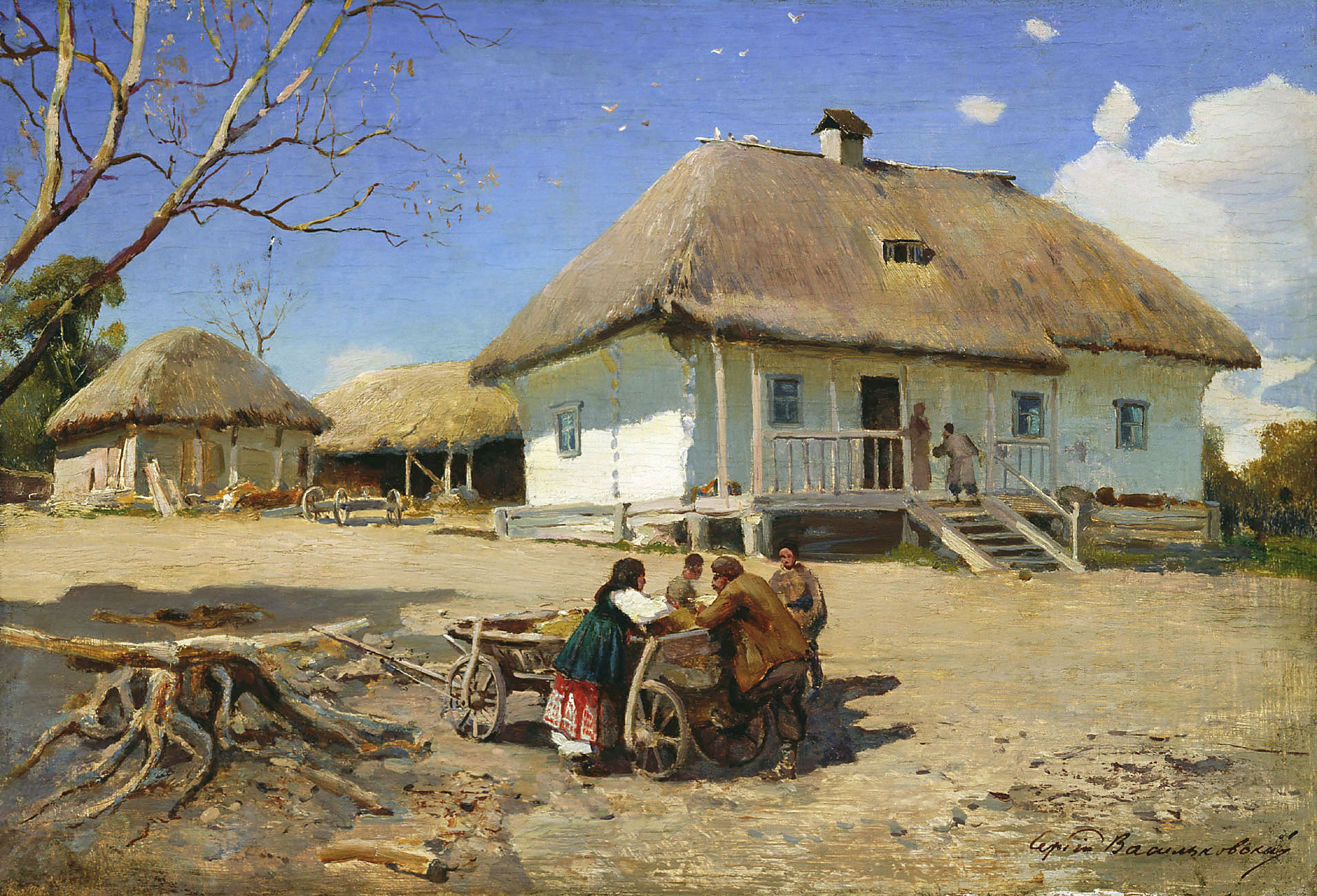
Sergiy Vasylkivskiy- Dvir
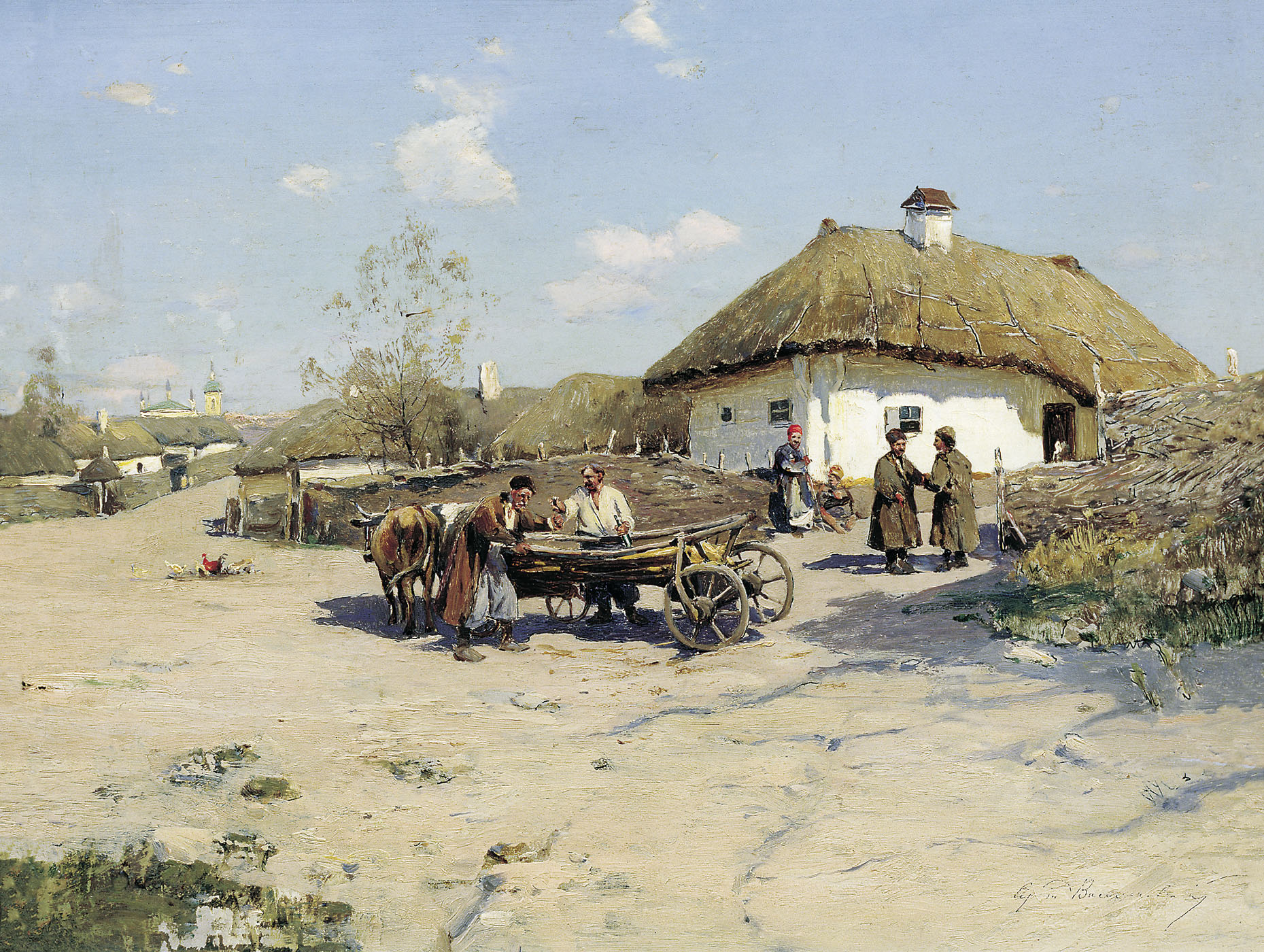
Sergiy Vasylkivskiy- Okolycia
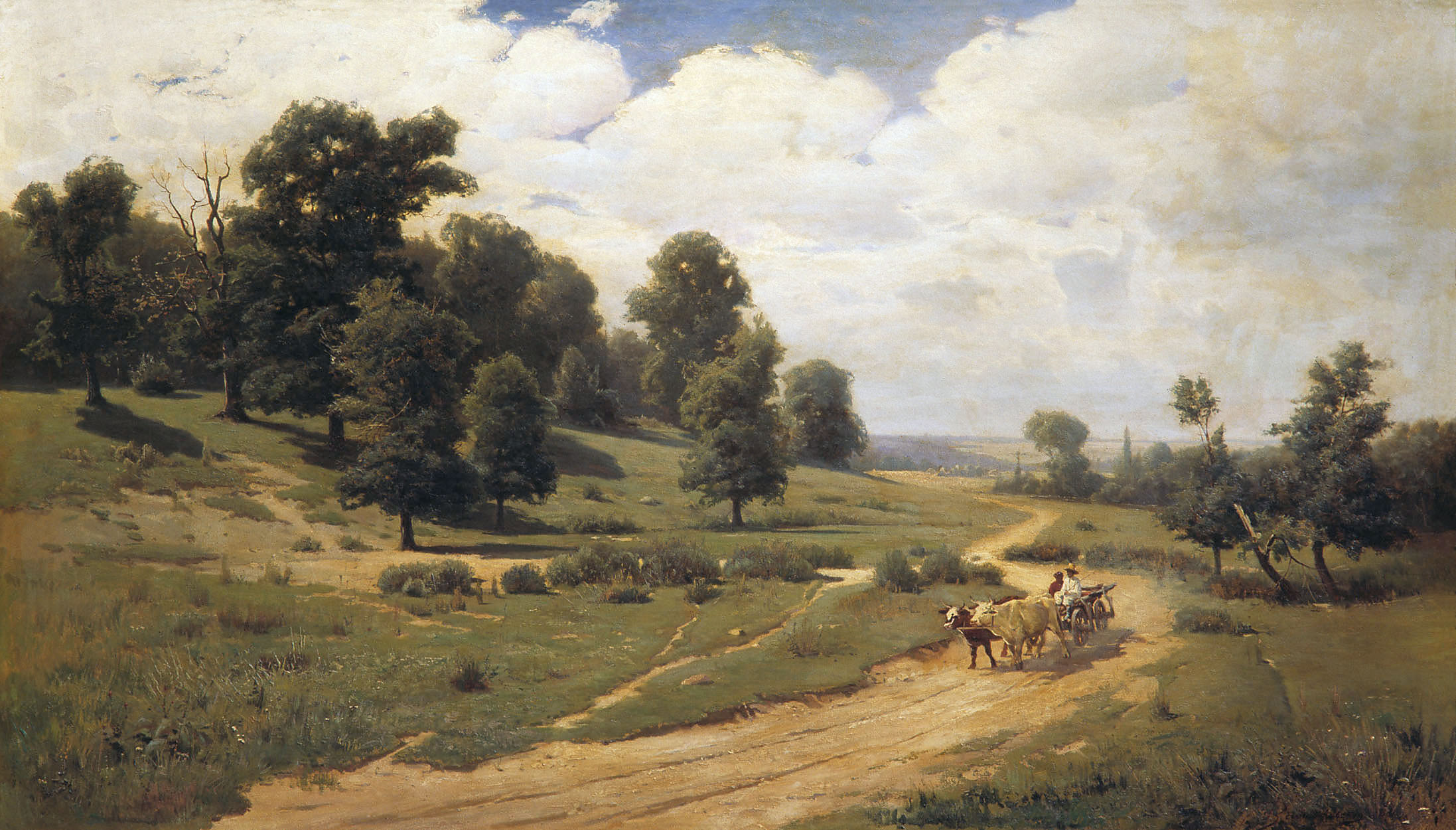
Sergiy Vasylkivskiy- Peizazh
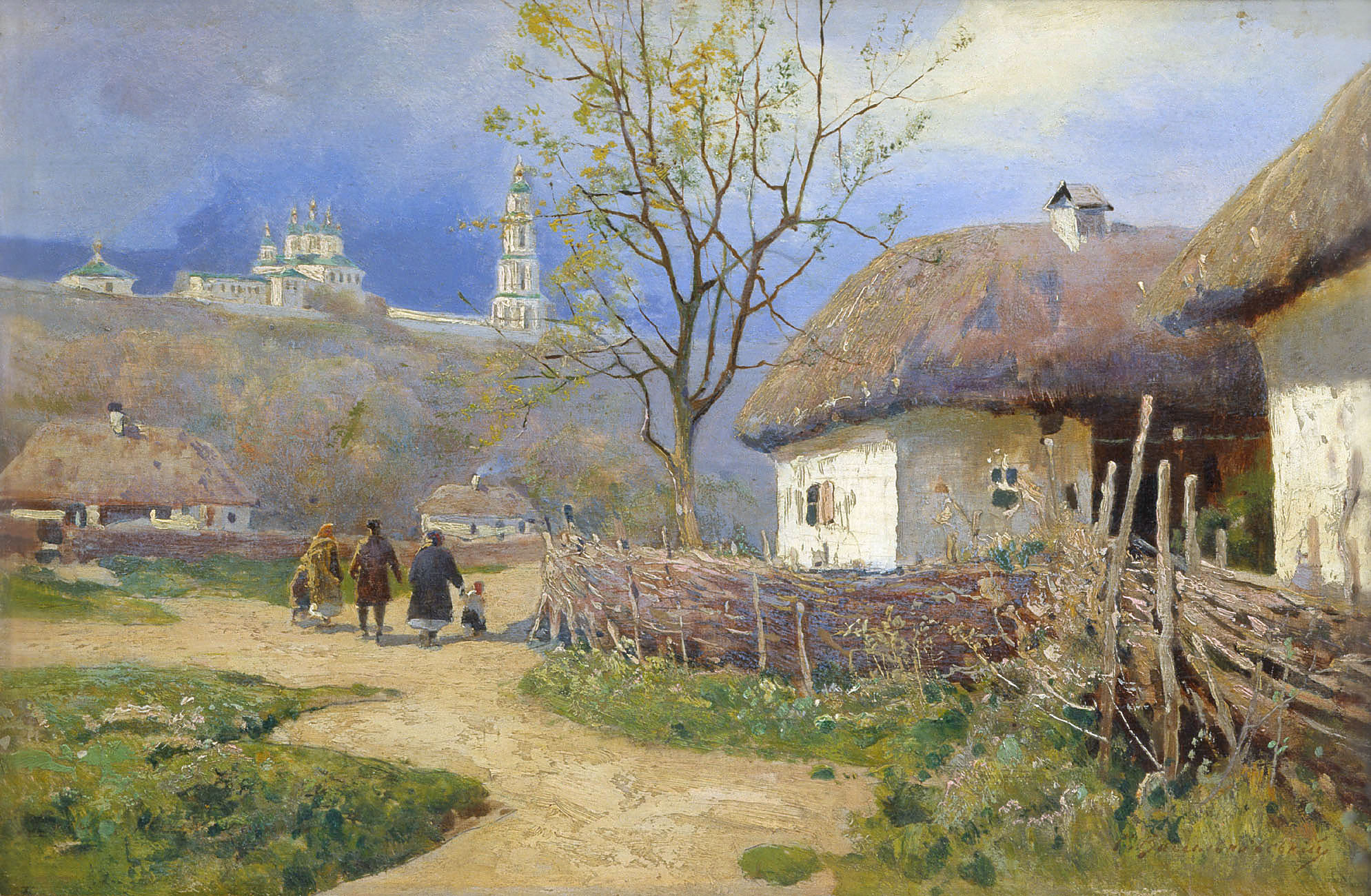
Sergiy Vasylkivskiy- Poltavshchyna
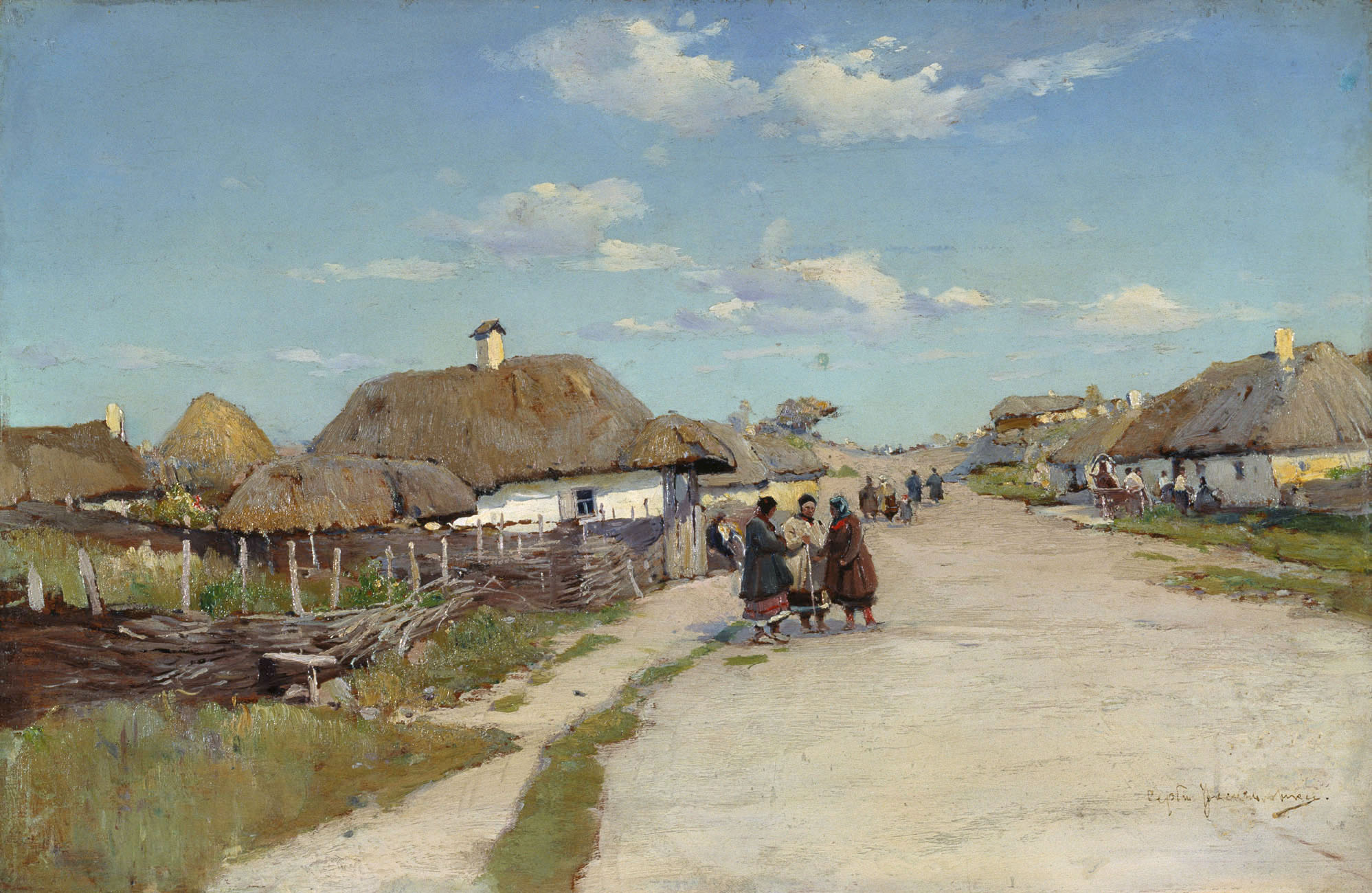
Sergiy Vasylkivskiy- Silska vulycia
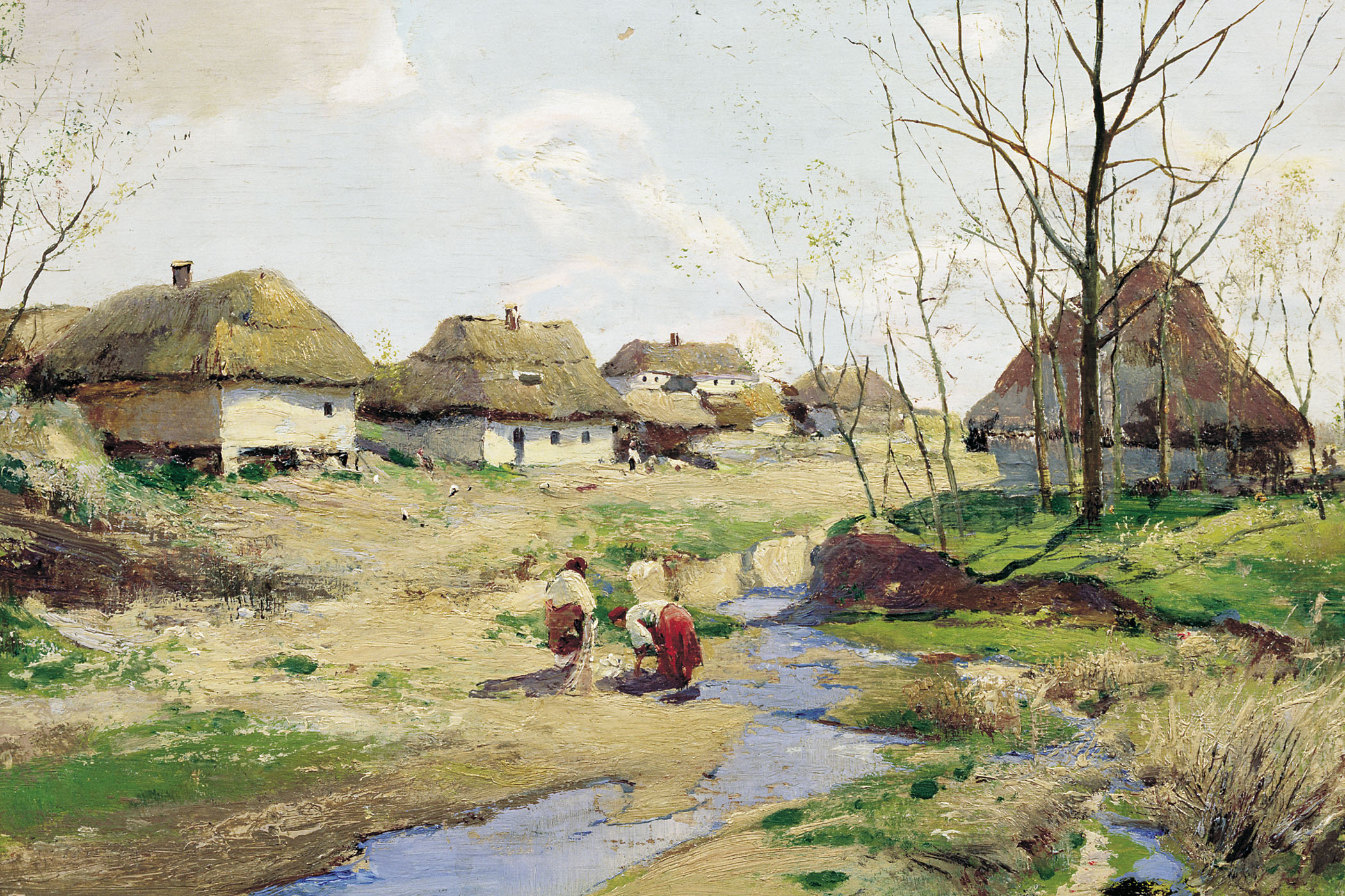
Sergiy Vasylkivskiy- Vesnianyi den
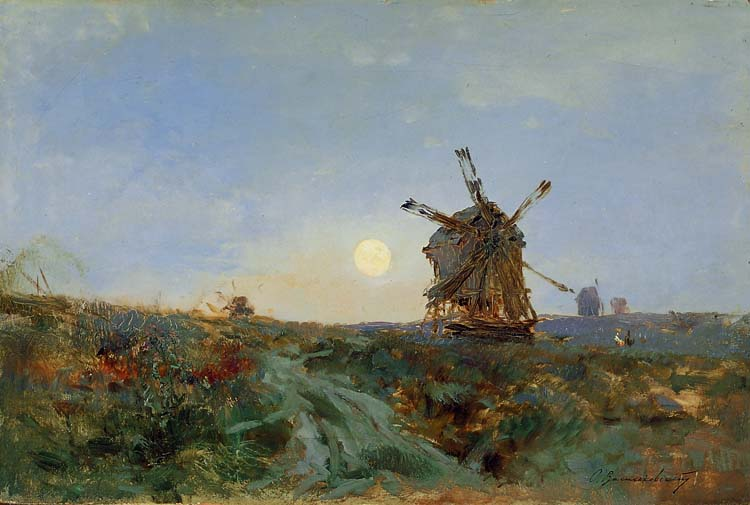
VasilikovskiiMelnica
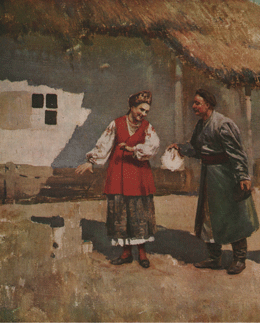
Vasilkivskii a sho mati skaje
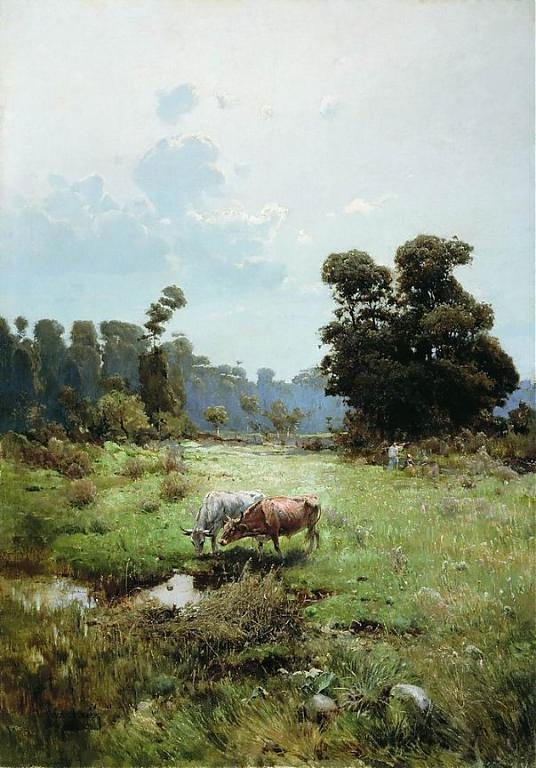
VaslkivskyKozachaLevada
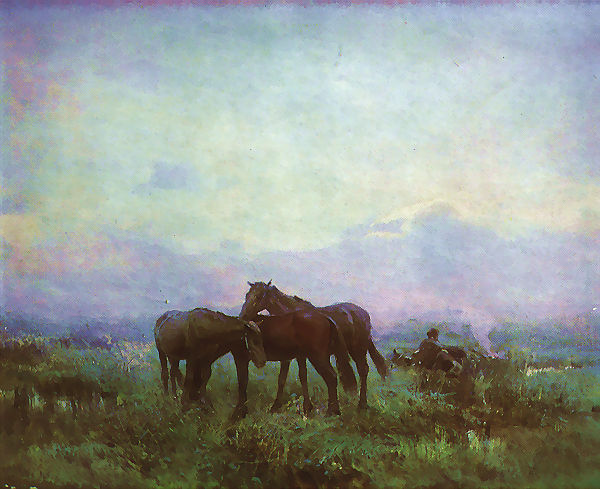
Vasylkivsky kozachyi picket
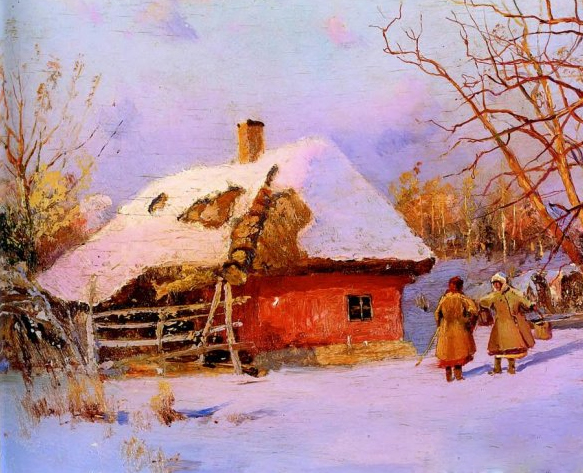
Васильківський взимку у селі Опішня
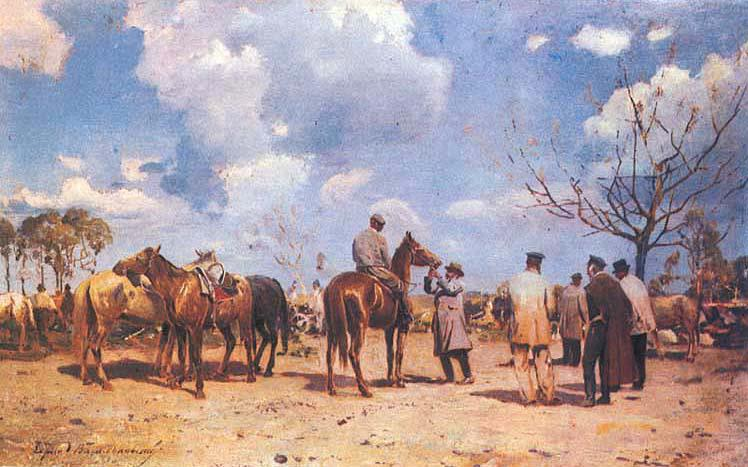
Сергій Васильківський. Кінний торг на Волині
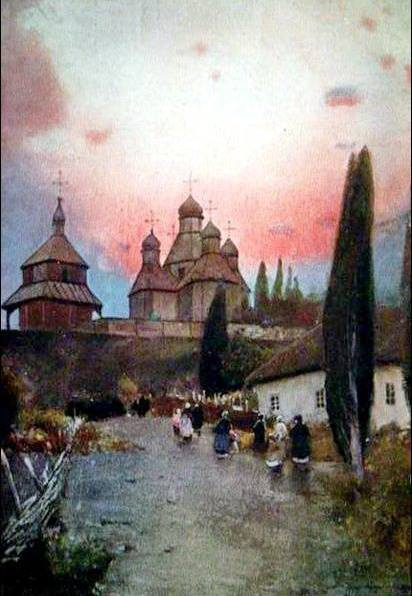
Сергій Васильківський. Церква Різдва Пресвятої Богородиці у Ходорові
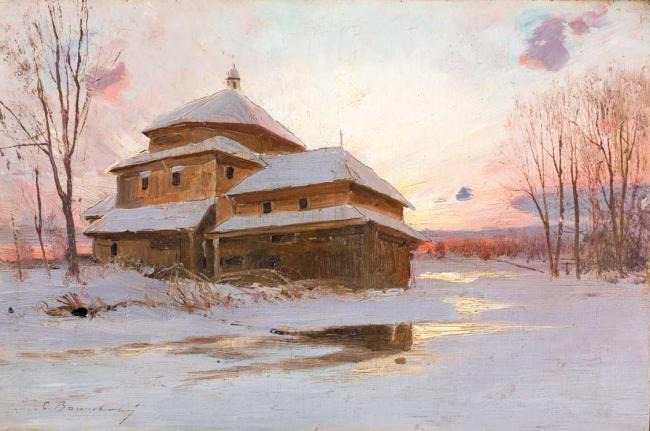
Українська церква. Сергій Васильківський